# Поход на Великие Луки
Поход на Великие Луки — военная кампания Стефана Батория во время Ливонской войны, направленная на взятие одной из важнейших крепостей Русского царства — Великих Лук. 
Поход поляков начался летом 1580 года, а закончился со взятием Великих Лук 5 сентября того же года. Баторий владел городом до 1582 года.

## Подготовка к походу
Сразу же после окончания успешной осады Полоцка Стефан Баторий начал подготовку к новому походу. Расходы на полоцкую кампанию составили около 330 тысяч злотых, тогда как от сейма Баторий получил только 212 тысяч, а остальные затраты ему пришлось покрывать из собственной казны, а также взять займы. В связи с этим перед началом нового похода королю требовалось получить согласие сейма на сбор нового налога. На варшавском сейме, созванном на 22 ноября, Баторий получил необходимую ему поддержку, несмотря на наличие некоторого числа противников нового похода. Положительное решение сейма было обусловлено военными успехами Батория, вызывавшими восторг в обществе. Тем не менее, сбор налогов тянулся гораздо дольше, чем на то рассчитывал король.
Приготовления затягивались также и потому, что, по словам Гейденштейна, солдаты, принимавшие участие в первой кампании и ясно представлявшие все тягости службы, неохотно снова шли на войну. Согласно Гейденштейну, большое влияние оказал собравший отряд за собственный счёт Замойский, бывший главным советником и помощником короля. 1 500 солдат было набрано из крестьян королевских экономий, что встретило сопротивление их держателей. К собранным войскам присоединился и отряд венгерской пехоты, набранной братом короля Криштофом. Набор войска проводил и Иван IV, однако, согласно Новодворскому, собранное войско хотя и было большое, представляло собой плохо организованную и плохо руководимую массу.

## Начало похода
Перед началом похода было решено сконцентрировать войска в Чашниках, которые находились на перекрёстке дорог на Великие Луки и Смоленск, тем самым противник не имел возможности узнать конечную цель похода, которая скрывалась до самого последнего момента. 15 июня Баторий выехал из Вильны, а 8 июля прибыл в Щедуты — село в пяти милях от Чашников, где и дожидался прибытия остальных войск. Тут же состоялся военный совет, на котором должно было решить, куда выступать: на Псков, Смоленск или Великие Луки. Согласно Гейденштейну, вариант захвата Пскова был отложен до времени, когда будут взяты неприятельские крепости, которые в случае немедленного выступления остались бы в тылу. Некоторые участники совета выступали за поход на Смоленск, апеллирую к его богатству и многолюдности, а также к тому, что его захват приведёт к лёгкому подчинению Северской области. Другие указывали на то, что дорога на Смоленск пролегает по местности, ранее опустошённой самими войсками Речи Посполитой, что может вызвать недостаток припасов. Кроме того, поход на Смоленск отвлечёт силы от главной цели войны — Ливонии, а также откроет неприятелю свободный путь на Вильну. Взятие Великих Лук сулило большие выгоды: несмотря на лесистость местности, которая затруднит передвижение войск, артиллерию и провиант можно будет перевезти по рекам Двине и Усвяче. Город находился на равном удалении как от смоленской, так и от псковской дорог, что позволяло контролировать из него оба этих пути, перекрыв тем сам противнику возможность свободного манёвра как на Литву, так и на Ливонию. По словам Гейденштейна, король был уверен в необходимости выступать на Великие Луки также и потому, что они находятся «в предсердии Московского государства» и обладают сильнейшей крепостью, а поэтому угроза им вынудит врага вступить в открытое сражение, чего и добивался Баторий. Наконец, область вокруг Великих Лук отличалась плодородием, что исключало возможные проблемы с недостатком провианта.

## Численность польско-литовской армии
Ко времени второго похода Баторию удалось вновь собрать значительные силы из которых подавляющая часть отправилась в поход на Великие Луки (свыше 48 000 человек). Остальные войска были распределены по второстепенным направлениям:
- На Украине и в Подолии — 777 чел. квартового войска, 530 чел. реестровых казаков и около 550 чел. наёмной пехоты в составе крепостных гарнизонов.
- На русско-литовской границе — 1 100 чел. в отряде Филона Кмиты, 1 700 чел. в составе крепостных гарнизонов и 2900 чел. в составе поветовых шляхетских и татарских отрядов.
- В Ливонии — до 3000 чел. в составе крепостных гарнизонов.

В состав главной армии во главе с королём входили следующие войска .
Коронная армия

Наёмная конница
- Польская конница найма 1576-78 гг.: 4666 гусар, 256 казаков, 31 рейтар. Всего 4953 чел.
- Польская конница найма 1580 г.: 1482 гусара, 56 казаков, 199 рейтар. Всего 1727 чел.
- Польская конница полка Яна Замойского: 918 гусар, 217 казаков, 113. Всего 1302 чел.
- Польская конница подольского полка Миколая Сенявского: 202 гусара, 795 казаков. Всего 997 чел.
- Венгерская конница: 1356 гусар

Наёмная Пехота
- Пехота польская: 2585 чел.
- Пехота выбранецкая: 1407 чел.
- Пехота венгерская: 3332 чел.
- Пехота немецкая: 50 чел.

Приватные почты
- Конница – ок. 3500 чел.
- Пехота – ок. 1500 чел.

Всего коронной армии: ок. 22719 чел., в т.ч. ок. 13845 чел. конницы и ок. 8874 пехоты
Литовская армия

Наёмная конница: 2150 гусар, 1100 казаков, пятигорцев, татар, 80 конных стрельцов. Всего 3330 чел.

Наёмная пехота: 1550 литовской (главным образом поляки и венгры), 800 казаки. Всего 2350 чел.

Магнатские почты: 8300 конницы и 1700 пехоты (расчеты приблизительные)

Посполитое рушение – 9000 конницы, 1000 пехоты (расчеты приблизительные)

Всего литовской армии: ок. 25680 чел., в т.ч. ок. 20630 чел. конницы и ок. 5050 чел. пехоты.
Всего армия Батория: ок. 48399 чел., в т.ч. ок. 34475 чел. конницы и ок. 13924 чел. пехоты
Артиллерия насчитывала более 70 пушек из которых 34 относились к тяжелым орудиями. Армию сопровождало довольно большое число пушкарей и сапёров под общим командованием итальянского наёмника Доминико Рудольфини.

## Начало похода
После сбора войска король направился к Витебску, по пути тщательно проинспектировав армию и оставшись весьма довольным ей, также были осмотрены укрепления Лепеля и Улы. После ряда военных совещаний было решено первым делом взять Велиж и Усвяты как находившиеся в тылу армии. Кроме того, в случае взятия Велижа освобождалось судоходство по Двине, необходимое как для военных нужд, так и для нужд торговли. Главой похода на Велиж был назначен коронный канцлер Ян Замойский, что вызвало споры между поляками и литовцами, так как последние настаивали на том, чтобы экспедицию возглавил литовский гетман. Верх в споре одержала польская сторона, так как литовское войско ещё не до конца было готово к выступлению, тогда как Замойский, отлично проинформированный о планах короля как его главный советник, подготовился к нему заблаговременно. Решение Батория назначить командующим Замойского обусловлено тем, что его советы при осаде Данцига и во время полоцкой кампании убедили короля в том, что канцлер обладает выдающимися военными способностями.

## Велиж
Согласно Стрыйковскому, 29 июля Замойский выдвинулся с войском на Велиж, идя вдоль Двины. Командование авангардом он поручил своему родственнику (мужу сестры Софии) Лукашу Дзялыньскому, бывшему опытным воином. В помощники Дзялыньскому был назначен Николай Уровецкий. Главными силами отряда Замойский командовал сам, назначив своим заместителем Станислава Жолкевского, прославившегося в борьбе с татарами. В арьергарде находился обоз, разделённый Замойским на три части, что соответствовало разделению походной колонны основного войска. Каждая часть обоза, таким образом, двигалась за своим отрядом, что позволило не допустить проблем, возникающих при движении всего войска по одному пути. Артиллерия была отправлена вперёд по Двине, её прикрытие было поручено венгерской коннице под командованием Стефана Лазаря, продвигавшейся по берегу. Было также организовано прикрытие обоза.
Достигнув Суража, последнего города в пределах Речи Посполитой, Замойский дождался артиллерии и созвал совет, на котором, согласно Гейденштейну, было решено, по какой дороге продвигаться к Велижу. Первый путь был осложнён тем, что проходил через густые леса, через которые никто не проводил войско со времён Витовта. Вторая дорога лежала по другой стороне Двины, что вызывало необходимость дважды строить переправы: у Суража и у Велижа. В итоге было решено идти по первой дороге, для чего вперёд были высланы люди для расчистки дороги: рубки деревьев и строительства гатей через попадающиеся болота. 1 августа Замойский прибыл в деревню Верховье, где приказал войскам при приближении к Велижу под страхом смертной казни не стрелять из ружей, не трубить в рог и не бить в барабаны, то есть вести себя как можно тише. На следующий день войско прибыло в деревню Студяную, расположенной на расстоянии мили от Велижа. Отсюда Замойский приказал готовиться к выступлению с запасом провианта на один день, так как обоз оставался в Студяной ещё на одни сутки. Такое решение имело целью обеспечить свободный путь от Велижа к Студяной на случай, если под крепостью войско постигнет неудача и придётся спешно отступать. 3 августа, находясь в Студяной, Замойский издал военные артикулы, касающиеся дисциплины: запрещалось поджигать храмы, убивать детей, стариков и духовных лиц.
Рано утром 3 числа, когда войско уже было готово выдвигаться, казаки захватили в плен боярина, направлявшегося из Велижа в свою деревню. После пыток он сказал, что в городе знают о предстоящем нападении, но не знают, что оно состоится сегодня. Таким образом Замойский не потерял шансов на внезапную атаку. Взяв с собой лишь часть войска, он лесом направился к Велижу. На краю леса состоялось обсуждение того, каким образом стоит осуществить атаку. Венгры советовали подождать ночи, а с её наступлением пробраться к крепости и поджечь её. Другие утверждали, что атаку следует предпринять немедленно, чтобы не потерять эффект неожиданности. Замойский принял решение разделить войско: с северо-запада, то есть со стороны Двины, отправить пехотинцев с топорами, так как это место было менее всего укреплено; другую часть послать со стороны ворот, так как существовала вероятность того, что ей легко удастся пробраться в крепость вместе со спасающимися людьми; кавалерия должна была гарцевать с противоположной стороны крепости, чтобы отвлечь на себя внимание защитников.
Согласно дневнику Длялыньского, четырёхугольная в плане крепость Велижа была расположена на холме с покатой частью в сторону Двины. Укрепления были деревянными, состоявшими из трёх срубов с насыпанными между ними землёй и камнями. Стены были обмазаны глиной, а внизу обложены дёрном. На углах и в середине располагались башни, в которых и между которыми находились бойницы. Северо-восточная стена находилась над глубоким оврагом, по которой протекала речка Велижа, впадавшая в Двину и имевшая шлюз для поднятия уровня воды; северо-западная спускалась к самой Двине; с юго-запада крепость была защищена глубоким обрывистым оврагом, а с юго-востока — рвом, заграждённым частоколом. В крепости находилось 200 детей боярских, 400 стрельцов и около тысячи простого народа. Артиллерия насчитывала 14 пушек, из них 8 больших, а также 80 гаковниц. Пороха и других запасов, включая провиант, было много.
Несмотря на предпринятые меры, Замойскому не удалось напасть внезапно: как только солдаты вышли из леса, раздался выстрел пушки, известивший местных жителей о начале атаке и необходимости укрыться в крепости, что и было сделано. План выманить противника с укреплённой позиции с помощью кавалерии также не удался. Замойский послал к крепости 4,5 тысячи пехотинцев, засевших у крепостного частокола и вступивших в перестрелку с защитниками Велижа. Бесперспективная перестрелка продолжалась до самого вечера: в войске Замойского убитых и раненых не оказалось, со стороны обороняющихся был убит один человек. Вследствие неудачи Замойскому пришлось начинать осаду: с северо-востока расположились венгры под командованием Борнемиссы, с юго-востока отряд Трембецкого, юго-запада — Уровецкого, за Двиной расположились казаки Остроменцкого.
На следующий день, 4 августа, прибыл обоз, после чего началось устройство лагеря. Замойский послал в крепость грамоту с предложение сдачи на условиях свободного выхода и поддержки тем, кто захочет перейти в подданство к Баторию. Осаждённые предложения не приняли, ответив, что должны переслать его царю и полагаться не его решение. Осада должна была быть проведена быстро, так как, по словам пленных, на выручку Велижу был направлено 20-тысячное войско. Между тем обстрел крепости откладывался, так как артиллерия была доставлена только к вечеру следующего дня. Вместе с артиллерией прибыл также и тысячный отряд королевской пехоты, тут же приступивший к строительству шанцев. Для того, чтобы ускорить дело, Замойский передал Борнемиссе 400 талеров в качестве награды тому, кто сумеет поджечь крепость; поляком вместо денег было обещано 12 волок земли.
С самого рассвета 6 августа начался артиллерийский обстрел крепости. Вскоре осаждённые стали подавать знаки, что желают начать переговоры. Так как переговоры завершились ничем, после небольшой передышки обстрел был возобновлён. Защитники снова начали переговоры, прося двух часового перемирия, пока они не смогут договориться между собой, что им делать. По истечении срока они сообщили, что не смогли договориться и просят подождать до завтра. Согласно Рённеру, осаждённые заявили о том, что обещали царю обороняться в течение 15 дней. Замойский, посчитавший, что они попросту тянут время, приказал возобновить бомбардировку. В это время венграм с помощью раскалённых ядер удалось зажечь крепость в нескольких местах, но защитники смогли потушить пожар. Поляки этим же способом подожгли одну из башен, но она лишь тлела. Солдаты Уровецкого сумели поджечь крепостной мост, после чего 50 пехотинцев начали поджигать крепость лучинами. Увидев это, осаждённые заявили о готовности сдаться. Около трёх часов ночи в лагерь Замойского прибыл велижский воевода, подтвердивший сдачу крепости.
На следующий день Замойский принял крепость и приказал составить опись всего, что в ней имелось. Население Велижа было отправлено на плотах вниз по реке, где их высадили, окопали валом и стерегли до прибытия короля. Знатнейшие велижские бояре были отправлены в Сураж, где король находился на тот момент. 8 августа в лагерь прибыл торжественно встреченный Баторий. Он произвёл осмотр шанцев, а на следующий день и крепости, оставшись довольным тем, что укрепления не пострадали и они настолько же хороши, как и укрепления Полоцка. Вскоре после этого Баторий вернулся в Сураж, а Замойский направился к валу и от имени короля приказал освободить пленников. Желающим перейти на службу к Баторию были обещаны имения, а сами они были сопровождены в Велиж. Для остальных, которых оказалось большинство, был выделен отряд из 150 казаков, который сопровождал их на протяжении шести миль для защиты от агрессивно настроенных солдат. Так как люди были вынуждены идти пешком, они отдавали своих детей, которые не могли пройти так много, полякам.